# Птичий (остров, Охотское море)
Пти́чий — небольшой остров в Охотском море. Расположен вблизи западного побережья полуострова Камчатка.

## География
Расположен к северо-западу от устья реки Хайрюзовой. Размеры острова — 0,8 км в длину и 0,35 км в ширину. Расположен на северо-востоке Охотского моря, в 7,6 км от побережья Камчатки. Относится к Камчатскому краю.

## История
Вплоть до конца 1920-х годов был безлюдным, но периодически посещался береговыми ительменами. Сведения об этом приводит камчатский естествоиспытатель В. Н. Тюшов (1897 г.)